# 橫濱八景島海島樂園
橫濱八景島海島樂園（日语：／，Yokohama Hakkeijima Sea Paradise）是指日本神奈川縣橫濱市金澤區八景島水族館・遊艇碼頭・飯店・商場構成之複合型遊樂園。許多電視劇與電影都在此取景。2009年間利用者人數為4,500,000人。

## 歷史
1988年3月，西武不動産、王子大飯店、西武鐵道集團等開始建造橫濱八景島海島樂園事業。橫濱市人工島八景島形成後、1993年5月8日、橫濱八景島海島樂園開始營業。

## 外部連結
- 橫濱八景島海島樂園官方網站 （页面存档备份，存于）